# Mörkgrå lavspinnare
Mörkgrå lavspinnare (Eilema complanum) är en fjärilsart som först beskrevs av Carl von Linné 1758.  Mörkgrå lavspinnare ingår i släktet Eilema, och familjen björnspinnare. Arten är reproducerande i Sverige.